# Christine Laurent (actrice)
Pour les articles homonymes, voir Laurent.
Ne doit pas être confondu avec Christine Laurent, réalisatrice et scénariste française née en 1944 et décédée le 5 janvier 2023.
Christine Laurent, de son vrai nom Christiane Irène Yvonne Charlotte Laurent, est une actrice française, née le 17 septembre 1948 à Lyon 6e.
Elle est diplômée du Conservatoire national supérieur d'art dramatique.

## Filmographie

### Actrice

#### Cinéma
- 1973 : Bananes mécaniques, de Jean-François Davy : Juliette
- 1974 : Par ici la monnaie, de Richard Balducci : Yseult
- 1974 : On n'est pas sérieux quand on a 17 ans, de Adam Pianko : La sœur de Bess
- 1975 : La Soupe froide, de Robert Pouret : Julie
- 1975 : Adieu, poulet, de Pierre Granier-Deferre : Christine, une prostituée
- 1975 : Le Chat et la souris, de Claude Lelouch : Christine
- 1976 : L'Intrus, court métrage de Patrick Schulmann :
- 1976 : Cours après moi que je t'attrape, de Robert Pouret : Sylvie
- 1977 : Un amour de sable, de Christian Lara : Cécile
- 1977 : Julie était belle, de Jacques-René Saurel :
- 1977 : Le Point de mire, de Jean-Claude Tramont : Virginie
- 1977 : Seize minutes vingt secondes, court métrage de Miroslav Sebestik :
- 1978 : Ne pleure pas, de Jacques Ertaud :
- 1983 : Un dimanche de flic, de Michel Vianey : Mme Lucas
- 1986 : Sauve-toi, Lola, de Michel Drach :
- 1986 : Mort un dimanche de pluie, de Joël Santoni
- 1988 : Dernier cri, de Bernard Dubois : Raphaëlle
- 1989 : Les Tribulations de Balthasar Kober, de Wojciech Has : Marguerite

#### Télévision
- 1971 : Le Mariage caché de Jacques Rouland
- 1971 : Le Hors champ de Gérard Guillaume
- 1972 : La Sainte Farce, téléfilm de Jean Pignol : Clélia
- 1972 : Les Boussardel, mini-série de René Lucot
- 1973 : Poker d'As, série d'Hubert Cornfield : Simone Servat
- 1973 : Les Messieurs de Saint-Roy, série de Pierre Goutas : Karin Bredford
- 1973 : Les Enquêtes du commissaire Maigret de Claude Boissol, épisode Maigret et la jeune morte : Louise Laboine
- 1974 : Les Cinq Dernières Minutes de Claude Loursais, épisode Les griffes de la colombe
- 1975 : Le théâtre de Tristan Bernard, segment Le Captif de la série de Georges Folgoas et Dominique Nohain : L'avocate
- 1976 : Un Innocent aux mains plaines, épisode de la série Erreurs judiciaires de Jean-Paul Sassy
- 1977 : Rendez-vous en noir, mini-série de Claude Grinberg : Charlotte
- 1977 : Tom et Julie, épisode de la série Cinéma 16 : Yvette
- 1977 : Ne pleure pas de Jacques Ertaud
- 1978 : Madame le juge, épisode Le Dossier Françoise Muller d’Édouard Molinaro : Evelyne Fleuret
- 1978 : Le Temps des as, série télévisée de Claude Boissol : Joséphine Leroux
- 1978 : La Saison des voleurs, épisode de la série Histoires de voyous de Michel Wyn : Nicole
- 1979 : La Statue voilée, épisode de la série Les Amours de la Belle Époque : Charlotte
- 1979 : Le Régisseur, épisode de la série Les Héritiers : Marlène
- 1980 : Alberte, épisode de la série Les Amours des années folles : Camille
- 1980 : La Conquête du ciel, série télévisée de Claude-Jean Bonnardot : Joséphine Leroux
- 1981 : Le Mythomane, mini-série  de Michel Wyn : Cécile
- 1982 : Le Patron, épisode de la série Commissaire Moulin : Agathe Mondovi
- 1982 : L'Adieu aux as, série télévisée de Jean-Pierre Decourt : Joséphine Leroux
- 1983 : Les Nouvelles Brigades du Tigre de Victor Vicas, épisode Rita et le Caïd de Victor Vicas : Ginette
- 1984 : Le sang des autres, série de Claude Chabrol : Denise
- 1986 : La Guerre des femmes, série télévisée de Pierre Bureau : Nanon de Lartigues
- 1988 : Les Enquêtes du commissaire Maigret de Pierre Bureau, épisode Le Chien jaune : Emma
- 1989 : Les Sœurs du Nord, épisode de la série S.O.S. disparus de Joël Santoni :
- 1989 : Le Front dans les nuages, téléfilm de Paul Vecchiali : une vendeuse
- 1990 : Arrêts fréquents, épisode de la série Juliette en toutes lettres de Gérard Marx : Gérard Marx
- 1990 : Rico et fils, épisode de la série Le Tribunal de Jean-Pierre Prévost

## Théâtre

### Actrice
- 1965 : La guerre de Troie n'aura pas lieu de Jean Giraudoux, mise en scène Jean-Jacques Ferrand, Théâtre des Célestins, Lyon
- 1966 : Les Amoureux de la Croix-Rousse, mise en scène B.Frangin, Théâtre de la Croix-Rousse, Lyon
- 1967 : Angélique Babou de Jean Canolle, mise en scène Marcelle Tassencourt, Théâtre de Versailles
- 1969 : Quarante carats de Pierre Barillet et Jean-Pierre Gredy, mise en scène Jacques Charon, tournée Karsenty-Herbert
- 1973 : La Place royale de Pierre Corneille, mise en scène Hubert Ginoux
- 1973 : Duos sur canapé de Marc Camoletti, mise en scène de l'auteur, Théâtre Michel
- 1976 : Une aspirine pour deux de Woody Allen, mise en scène Francis Perrin, Théâtre du Gymnase
- 1979 : Kean d'Alexandre Dumas, mise en scène Jean-Pierre Bisson, Théâtre de Nice
- 1979 : Hamlet de William Shakespeare, mise en scène Jean-Pierre Bisson, Théâtre de Nice
- 1981 : Le Garçon d'appartement de Gérard Lauzier, mise en scène Francis Joffo, tournée
- 1986 : Quand épousez-vous ma femme ? de Jean-Pierre Conty et Jean-Bernard Luc, mise en scène Francis Joffo, tournée
- 1990 : L'Affaire de Nancy, mise en scène Anne Delbée, Théâtre de Nancy
- 1991 : La Chance de sa vie d'Alan Bennett, mise en scène Patrice Kerbrat, France Culture, Festival d'Avignon (lecture)